# Walking Away
"Walking Away" - piosenka R&B stworzona i wyprodukowana przez Marka Hilla, na pierwszy album studyjny brytyjskiego piosenkarza Craiga Davida Born to Do It (2001). Utwór osiągnął pierwsze miejsce w Nowej Zelandii jak i na antenach radiowych.
7 czerwca 2001 w Nowej Zelandii singel uzyskał status złotej płyty za sprzedaż 7,500 kopii. Udało mu się również zdobyć platynę za sprzedaż 70,000 egzemplarzy.
W 2008 piosenkę umieszczono na kompilacji Greatest Hits. Nagrano ją ponownie w kilku wersjach: francuskiej (Lynnysh), włoskiej (Nek), hiszpańskiej (Alex Ubago) i niemieckiej (Monrose).

## Formaty i listy utworów
12" maxi - UK:
1. "Walking Away" (DJ Chunky remix feat. MC B-live)
2. "Walking Away" (DJ Chunky remix - no MC)
3. "Walking Away" (treats better day remix)

12" maxi - Europa:
1. "Walking Away" — 3:27
2. "Walking Away" (ignorants remix) — 5:16
3. "Walking Away" (DJ chunky remix) — 5:43
4. "Walking Away" (treats better day remix) — 5:22

CD maxi:
1. "Walking Away" — 3:27
2. "Human" — 4:01
3. "7 Days" (Na żywo ze Sztokholmu) — 7:00
4. "Walking Away" (ignorants remix) — 5:16
5. "Walking Away" (DJ Chunky remix) — 5:43
6. "Walking Away" (treats better day remix) — 5:22

Singel CD:
1. "Walking Away" — 3:27
2. "Human" — 4:01
3. "7 Days" (Na żywo ze Sztokholmu) — 7:00